# 72071 Gábor
(72071) Gábor, denumire internațională (72071) Gabor, este un asteroid din centura principală de asteroizi.

## Descriere
72071 Gábor este un asteroid din centura principală de asteroizi. A fost descoperit pe 31 decembrie 2000 la Piszkesteto de Krisztián Sárneczky și László L. Kiss. Asteroidul prezintă o orbită caracterizată de o semiaxă mare de 2,37 ua, o excentricitate de 0,14 și o înclinație de 4,9° în raport cu ecliptica.